# Hadleigh Farm

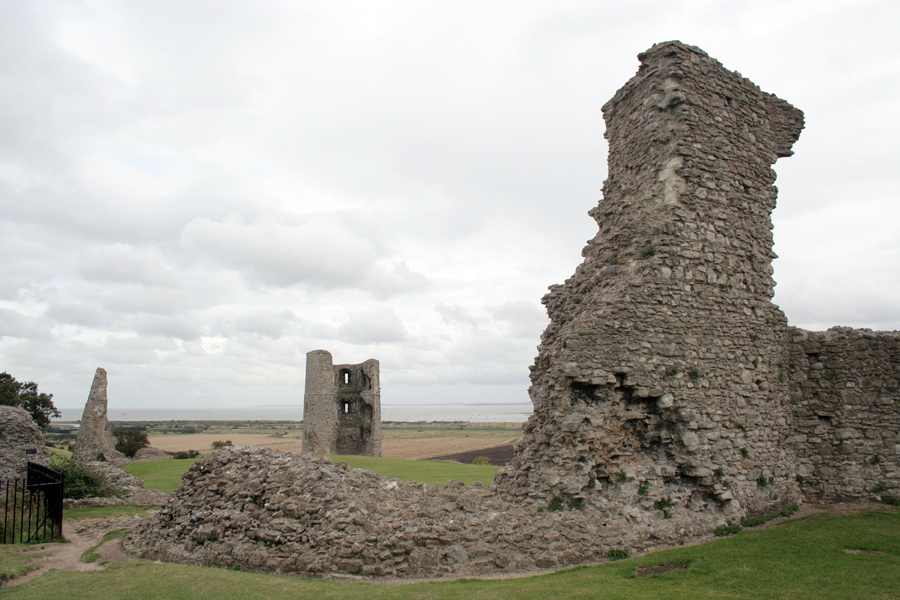
Ruines du château de Hadleigh, à côté de Hadleigh Farm.

Hadleigh Farm est une ferme pédagogique et un site de VTT situé à Hadleigh, dans l'arrondissement de Castle Point, dans le comté d'Essex (Angleterre). Les épreuves masculines et féminines de VTT cross-country des Jeux olympiques d'été de 2012 se sont déroulées à Hadleigh Farm les 11 et 12 août.

## Site
Hadleigh Farm appartient à l'Armée du Salut et a une activité de ferme éducative . Elle dispose d'un centre d'élevage de races rares et d'un salon de thé pour les visiteurs. La ferme de 2,8 km2 a été achetée en 1891 par William Booth dans le cadre d'un plan visant à sauver les indigents londoniens de la misère.
Hadleigh Farm surplombe l'estuaire de la Tamise au sud et jouxte le château de Hadleigh (en), construit dans les années 1230 sous le règne du roi Henri III, et l'un des plus importants châteaux de la fin du Moyen Âge dans l'Essex, aujourd'hui préservé par l'English Heritage et monument classé Grade I. Une partie du parcours de VTT des Jeux olympiques et paralympiques de 2012 traverse le Hadleigh Country Park adjacent, détenu et géré par le conseil du comté d'Essex et classé site d'intérêt scientifique particulier pour les invertébrés.

## Jeux olympiques d'été de 2012

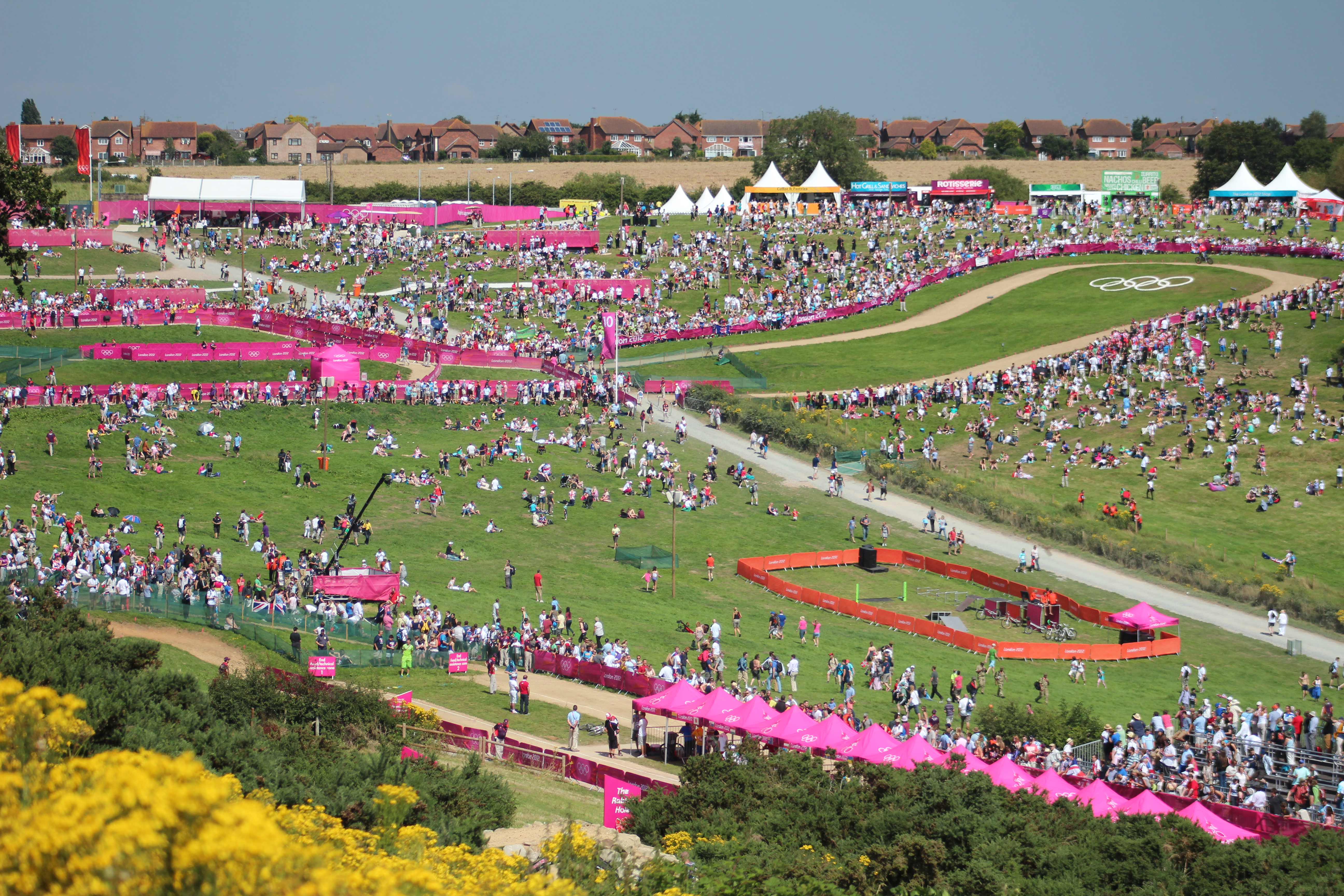
Parties inférieures du site de Hadleigh Farm pendant les Jeux olympiques, le jour de l'épreuve féminine de VTT cross-country.

Hadleigh Farm a été confirmée en 2008 comme site des compétitions de VTT du programme cycliste des Jeux olympiques d'été de 2012 , Le site initialement proposé, à Weald Country Park (en), a été jugé insuffisamment stimulant par l'UCI, qui s'est déclarée ravie de Hadleigh Farm.
Des tribunes temporaires pouvant accueillir jusqu'à 3 000 personnes ont été érigées pour les Jeux olympiques. Après ces derniers, le parcours a été adapté à l'usage du grand public, avec un nouveau magasin de vélos, un café, un atelier et des installations plus vastes pour la ferme. Un nouveau club de VTT basé à la ferme a été fondé et le parcours a été utilisé pour des événements tels que les Championnats nationaux britanniques de VTT.